# Media Chisini
In statistica, la media Chisini è una definizione operativa di media introdotta da Oscar Chisini nel 1929.
Dato un vettore {\displaystyle (x_{1},x_{2},\dots ,x_{n})} e una funzione {\displaystyle f} delle {\displaystyle n} variabili {\displaystyle x_{1},x_{2},\dots ,x_{n}}, la media degli {\displaystyle x_{i}} rispetto a {\displaystyle f} è definita come quell'unico numero {\displaystyle M}, se esiste, tale che
{\displaystyle f(x_{1},x_{2},\dots ,x_{n})=f(M,M,\dots ,M).}
Al variare della funzione {\displaystyle f} si ottengono tipi diversi di media. Per esempio, definendo {\displaystyle f} come "somma dei numeri", ovvero
{\displaystyle f(X_{1},X_{2},\dots ,X_{n})=X_{1}+X_{2}+\dots +X_{n},}
la media relativa a {\displaystyle f} sarà la media aritmetica; infatti avremo:
{\displaystyle x_{1}+x_{2}+\dots +x_{n}=M+M+\dots +M=nM,}
da cui segue che
{\displaystyle M={\frac {x_{1}+x_{2}+\dots +x_{n}}{n}}.}
Analogamente, definendo {\displaystyle f} come "somma del quadrato dei numeri", si ottiene la media quadratica. Tutti i tipi di media, come per esempio la geometrica o l'armonica, possono essere descritte mediante la definizione di media Chisini.